# Kubura (valuta)
Kubura je valuta mikronacije Hajdučke Republike Mijata Tomića, samoproglašene mikronacije u BiH.

## Novčanice
| Vrijednost | Lice | Naličje |
| ---------- | ---- | ------- |
| 1 kubura   |      |         |
| 5 kubura   |      |         |
| 10 kubura  |      |         |
| 20 kubura  |      |         |
| 50 kubura  |      |         |
| 100 kubura |      |         |